# گاورنر موریس
گاورنر موریس (به انگلیسی: Gouverneur Morris) سناتور سابق عضو حزب فدرالیست (آمریکا) نویسندهٔ اصلی قانون اساسی ایالات متحده آمریکا در شکل نهایی خودش بود. در سال ۱۷۸۹ یک گردهمایی برای ویرایش مواد کنفدراسیون فراخوانده شد. نمایندگان همهٔ ایالت‌ها به جز رود آیلند آمدند. به جای تغییر مواد کنفدراسیون، نمایندگان در زیر رهبری مردان بزرگی مانند جیمز مدیسون، گاورنر موریس، بنجامین فرانکلین، الکساندر همیلتون و جرج واشینگتن بر سر یک طرح شجاعانهٔ تازه ای تصمیم گرفتند. چیزی که هیچ کشور دیگری تمرین نکرده بود؛ یعنی نوشتن قانون اساسی برای تنظیم یک دولت فدرال برای همهٔ ایالت‌ها.
گاورنر موریس در سال‌های ۱۸۰۰ تا ۱۸۰۳ میلادی سناتور ایالت نیویورک در سنای ایالات متحده آمریکا بود.